# Чебаненко, Алексей Дмитриевич
Алексе́й Дми́триевич Чебане́нко (род. 21 мая 1982, Москва, РСФСР, СССР) — российский скульптор. Мастер монументальных и станковых композиций, скульптурных портретов. Автор скульптурных памятников легендарным военачальникам. Член Московского Союза художников (2018). Член Союза художников России (2019). Действительный член Российского военно-исторического общества (2022). Лауреат государственных премий и наград Российской Федерации.

## Биография
В 2000 году с золотой медалью Академии художеств окончил Московский академический художественный лицей имени Н. В. Томского при Российской академии художеств. В 2012 году окончил Московский государственный академический художественный институт имени В. И. Сурикова (мастерская М. В. Переяславца).
С 2013 года скульптор студии военных художников имени М. Б. Грекова.
Живет и работает в Москве.

## Творчество
Скульптура стала делом моей жизни.
Всю жизнь буду заниматься только этим
Алексей Чебаненко следует лучшим традициям русской реалистической школы. Работая в разных жанрах и материалах, он ставит сложные пластические задачи и ищет ёмких образных решений.
Работы имеют выраженный авторский стиль, в основе которого лежат элементы культурных и исторических ценностей России.
За период творческой деятельности — скульптор создал целый ряд образов исторических событий и личностей, военачальников, артистов, государственных и религиозных деятелей.
Более 65 работ Алексея Чебаненко установлены в 15 регионах России.

## Интересные факты
- В 2013 году участвовал в создании скульптурной композиции «Есть такая профессия — Родину защищать!», посвященная фильму «Офицеры», возле здания Генштаба Министерства обороны РФ на Фрунзенской набережной, Москва (автор — Алексей Игнатов, во главе группы скульпторов Студии имени Грекова).

- В 2014 году участвовал в создании скульптурных композиций, посвященных Первой мировой и Великой Отечественной войнам, возле здания Генштаба Министерства обороны РФ на Фрунзенской набережной, Москва (руководитель авторского коллектива — академик РАХ М. В. Переяславец).

- В 2016 году участвовал в создании монумента «Они сражались за Родину», по мотивам одноименного кинофильма, возле здания Генштаба Министерства обороны РФ на Фрунзенской набережной, Москва (автор — Алексей Игнатов, во главе группы скульпторов Студии имени Грекова).

## Наиболее известные работы

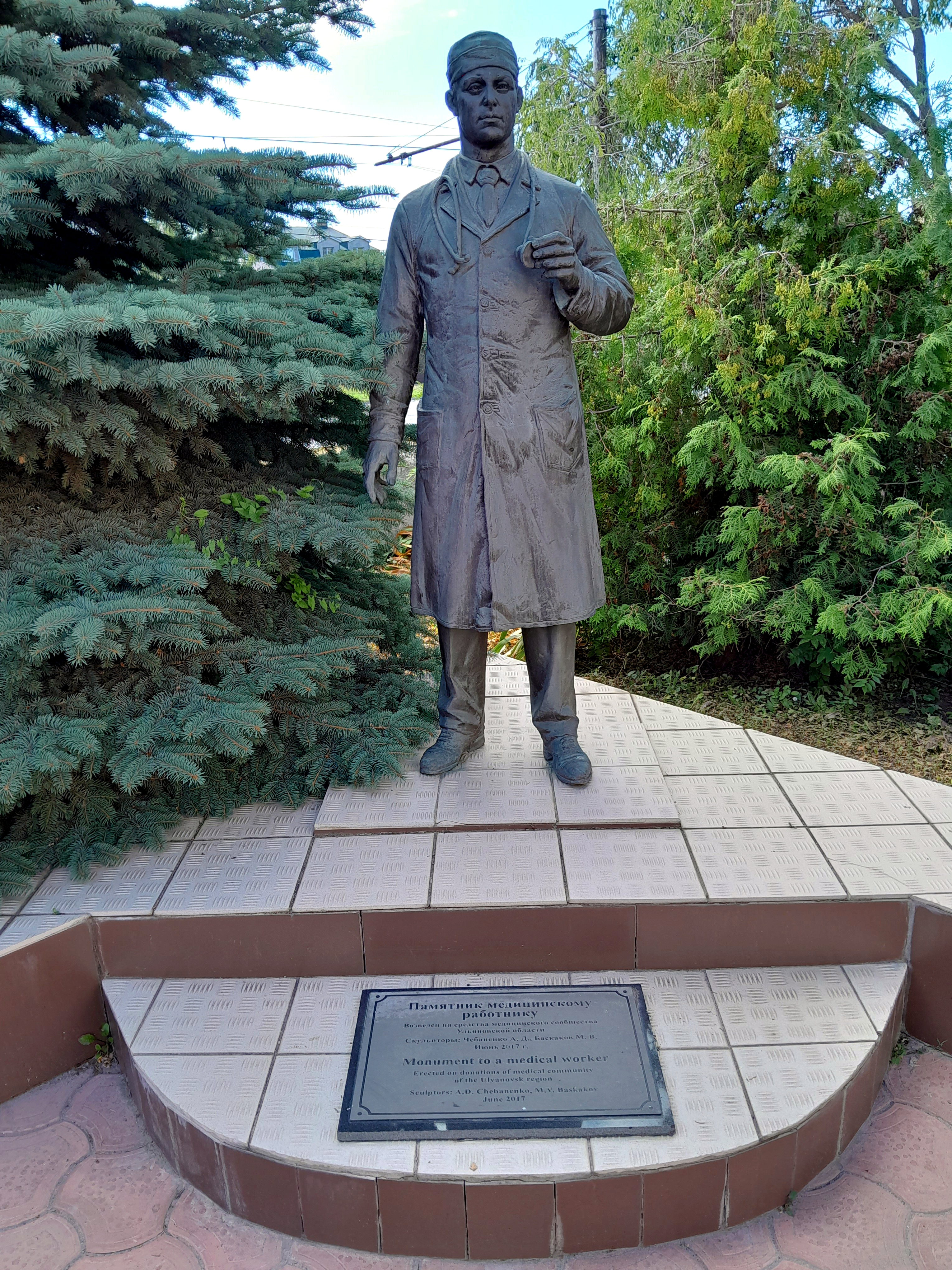
Памятник медработнику (Ульяновск).

- Памятник медработнику (Ульяновск).2023 — Памятник «шахтёрам - защитникам Донбасса» в Донецке[1][2][3]
- 2023 — Мемориал «Шахтерам – Защитникам Донбасса» в Луганске

- 2022 — Памятник Фиделю Кастро (Москва)

- 2022 — Памятник генерал-лейтенанту Михаилу Ефремову (Москва)

- 2022 — Памятник четырем дивизиям московского народного ополчения (Москва)

- 2021 — Памятник маршалу Советского Союза Александру Василевскому (Москва)

- 2021 — Памятник советскому разведчику Дмитрию Быстролетову (Симферополь)

- 2021 — Памятник «Союзники. Бойцы Китая» (Кубинка)

- 2021 — Памятник «Союзники. Бойцы Монголии» (Кубинка)

- 2020 — Памятник «Труженикам тыла и детям войны» (Улан-Удэ)

- 2020 — Монумент «Ворота в Азию» (Кяхта)

- 2020 — Воссозданный памятник выпускникам Военной академии Генштаба (Москва)

- 2019 — Памятник «Уралочке посвящается» (Екатеринбург)

- 2018 — Памятник генералу армии Василию Маргелову (Москва)

- 2018 — Бюсты режиссера и актеров кинофильма «Дерсу Узала» Акиры Куросавы, Юрия Соломина, Максима Мунзука («Малый театр» Москва и «Драмтеатр» Тыва)
- 2017 — Памятник медицинскому работнику (в соавторстве с Михаилом Баскаковым, Ульяновск)[4][5]

- 2016 — Памятник Андриану, митрополиту Московскому и всея Руси Русской Православной старообрядческой Церкви (Казань)

## Премии и награды
- Медаль «За заслуги в увековечении памяти погибших защитников Отечества» (2018)

- Памятный знак «За Труды и Отечество» (2020) — за увековечение исторической памяти

- Медаль «Памяти героев Отечества» (2021) — за реализацию важных общественных проектов историко-патриотической направленности

- Медаль «За укрепление боевого содружества» (2022)

- Медаль «350 лет со дня рождения Петра I» (2023)

- Медаль «За заслуги перед Отечеством» II степени (2023)

- Диплом Федеральной службы безопасности РФ лауреата I премии ФСБ России (2018) — за лучшие произведения литературы и искусства о деятельности органов ФСБ РФ

- Благодарность Посольства Сирийской Арабской Республики (2018) — за подаренный бюст выдающегося сирийского деятеля культуры, сирийского археолога, главного смотрителя античного комплекса Пальмиры Халида Аль-Асаада

- Почетная грамота Русского географического общества (2020) — за большой личный вклад в деятельность РГО по увековечению памяти знаменитых отечественных исследователей и первооткрывателей Центральной Азии

- Благодарность Губернатора Приморского края (2020) — за активную творческую деятельность, высокое профессиональное мастерство при создании художественного образа Героя Советского Союза Зайцева Василия Григорьевича

- Специальный диплом Министерства обороны РФ (2021) — за скульптурные композиции «Союзники. Бойцы Китая. Бойцы Монголии»

- Благодарность Российского военно-исторического общества (2021) — за личный вклад в сохранение исторической памяти

- Грамота Службы внешней разведки РФ (2022) — за большой личный вклад в укрепление и развитие взаимодействия с СВР России

- Диплом лауреата Государственной премии Российской Федерации имени Маршала Советского Союза Г. К. Жукова (2023) — за скульптурную композицию «Маршал Советского Союза Василевский А. М.»